# Rocourt (Zwitserland)
Rocourt is een gemeente en plaats in het Zwitserse kanton Jura, en maakt deel uit van het district Porrentruy.
Rocourt telt 145 inwoners.

## Geschiedenis
Op 1 januari 2018 werd Rocourt opgenomen in de gemeente Haute-Ajoie.

## Externe link

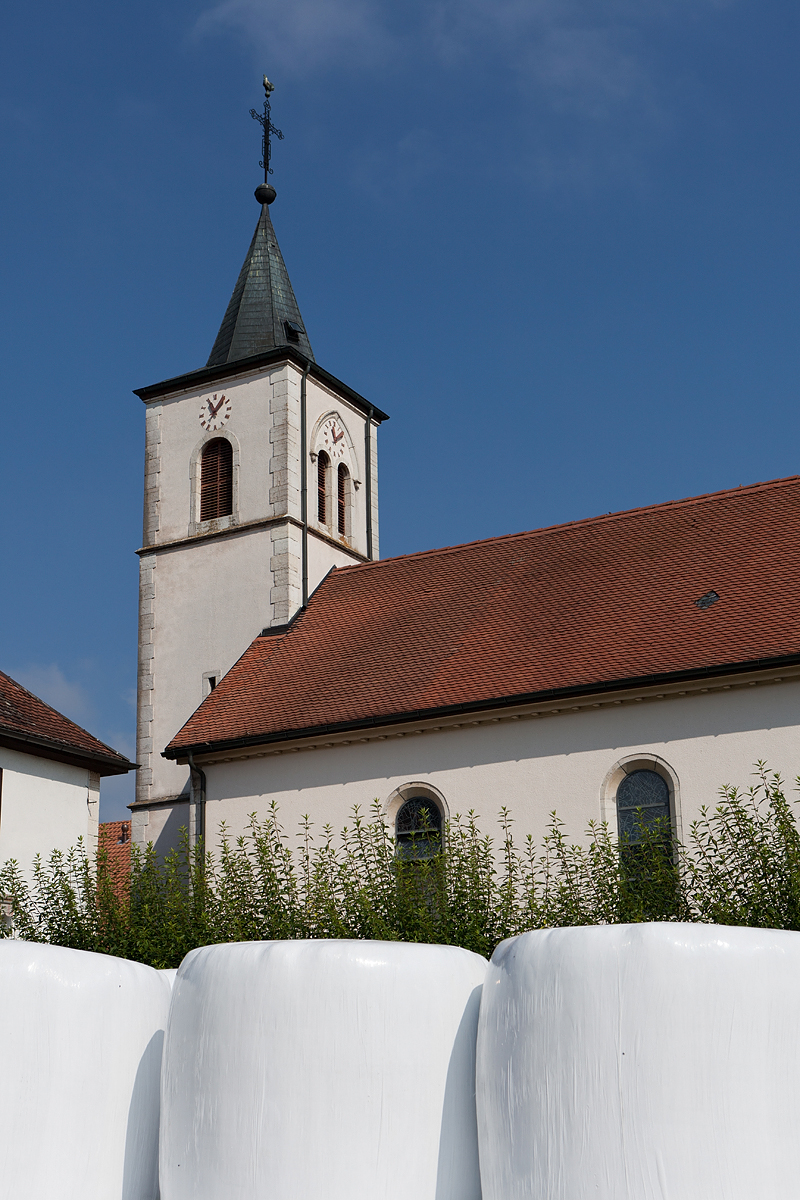
De kerk van Rocourt